# Agrotis cuprea
Agrotis cuprea är en fjärilsart som beskrevs av Moore 1867. Agrotis cuprea ingår i släktet Agrotis och familjen nattflyn. Inga underarter finns listade i Catalogue of Life.